# سمول سولجرز
سمول سولجرز (بالإنجليزية: Small Soldiers)‏ ، هي فيلم أمريكي من نوع أكشن وخيال علمي ومغامرات، وهي من إخراج جو دانتي، عرضت الفيلم سنة 1998م حيث بلغ ميزانية الفيلم 40 مليون دولار أمريكي وحصل الإيرادات بمبلغ 71,1 مليون دولار.